# Poilu

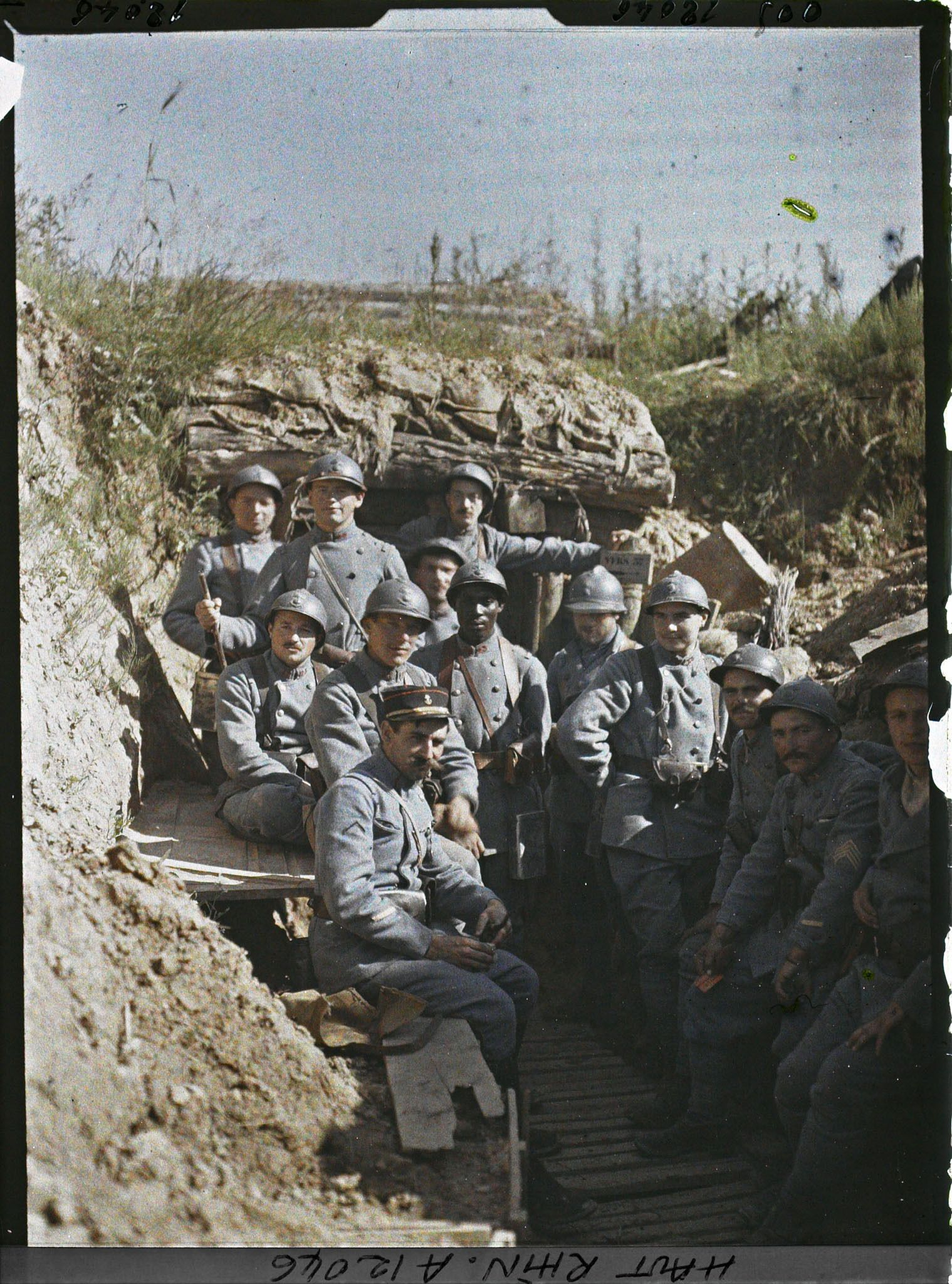
Poilus repousam num abrigo em trincheira.

Poilu ("Peludo", em tradução literal) é um termo informal e amigável utilizado para indicar membros da infantaria francesa da Primeira Guerra Mundial (1914-1918). 

## Últimospoilus
Em 2006 o mais novo dos quatro poilus ainda remanescentes em França, Renné Riffaud com 107 anos de idade na época, participara de ato em memória aos 88 anos do armistício; no dia anterior falecera, aos 111 anos, o poilu mais velho, Maurice Floquet; no ano de 2003 ainda haviam noventa dos ex-combatentes, ao passo em que em 1986 era noventa mil.
O último poilu sobrevivente foi Lazare Ponticelli, falecido em 12 de Março de 2008 aos 110 anos; apesar de nascido na Itália, Ponticelli se alistara na Legião Estrangeira aos dezesseis anos e mentindo sobre sua idade; Ponticelli era avesso às homenagens pois, dizia: "os primeiros que caíram tinham tanto direito a honras quanto eu, que sou o último"; a 20 de janeiro havia falecido, com essa mesma idade, Louis de Cazenave.